# Maths + English
Maths + English è il terzo album del rapper britannico Dizzee Rascal, uscito 4 giugno 2007. Il primo singolo, "Sirens", è uscito il 21 maggio dello stesso anno.

## Tracce
1. World Outside
2. Pussy'ole (Old Skool)
3. Sirens
4. Where's Da G's (feat. UGK)
5. Paranoid
6. Suck My Dick
7. Flex
8. Da Feelin'
9. Bubbles
10. Excuse Me Please
11. Hard Back (Industry)
12. Temptation (feat. Arctic Monkeys)
13. Wanna Be (feat. Lily Allen)
14. You Can't Tell Me Nuffin'